# Азербайджанская народная песня
Азербайджанская народная песня — народно-поэтическое творчество народа Азербайджана.
В основе азербайджанской народной песни — формы народной поэзии: баяты, гошма , герайлы, распространённые среди тюркских народов. Для песен характерны чёткие окончания слов и парное рифмование, в том числе в пределах нескольких идущих подряд строк. Песни могут выстраиваться в виде диалога, разыгрывать сценки. По жанрам песни подразделяются на:
- лирические;
- трудовые;
- народно-бытовые;
- календарные обрядовые;
- эпические.

Лирические песни, посвящённые в первую очередь любви, составляют наиболее крупную группу. В них используется олицетворение природы, при описании которой уделяется внимание луне, цветам и звёздам. Для трудовых песен характерна ритмичность, двумя распространёнными поджанрами являются холловар, воспевающий сам труд, и саячи, выражающие надежды на хороший урожай. Основные темы народно-бытовых песен — свадьбы и похороны. Обрядовые песни приурочены в первую очередь к Новрузу — празднику весеннего равноденствия; особо среди обрядовых песен выделяется овсун — заклинание или заговор. Эпические песни посвящены героям, как правило, описанных в дастанах, или историческим событиям.
До настоящего времени сохранились песни различных времён, начиная от древности и заканчивая недавним прошлым.